# ヘルマリンゲン
ヘルマリンゲン (ドイツ語: Hermaringen) は、ドイツ連邦共和国バーデン＝ヴュルテンベルク州ハイデンハイム郡に属す町村（以下、本項では便宜上「町」と記述する）である。この町はオストヴュルテンベルク地方に含まれる。

## 地理

### 自治体の構成
自治体ヘルマリンゲンには、ヘルマリンゲン地区、ゲルシュヴァイラー地区、ホーヴァイハー地区、アレヴィント農場が含まれる。ヘルマリンゲンは、ブレンツ川沿いに位置している。

### 土地利用
| 用途                 | 面積 (ha) | 占有率 (%) |
| -------------------- | --------- | ---------- |
| 森林                 | 225       | 14.8       |
| 農業用地             | 1,005     | 65.9       |
| 水域                 | 13        | 0.9        |
| レクリエーション用地 | 8         | 0.5        |
| 住宅地、空き地       | 56        | 3.7        |
| 工業・産業用地       | 29        | 1.9        |
| 交通用地             | 106       | 7.0        |
| その他               | 83        | 5.4        |
| 合計                 | 1,525     | 100.0      |

データは、バーデン＝ヴュルテンベルク州統計局の2023年現在の値による。

## 歴史

### 古代
ヘルマリンゲンの最も古い定住の証拠はハルトヴァルトの墳墓で、おろらくハルシュタット時代初めのケルト人が造ったと考えられる。ローマ時代以降はわずかな痕跡しか遺されていないが、骨壷墓地は荘園が存在していたことを示唆している。

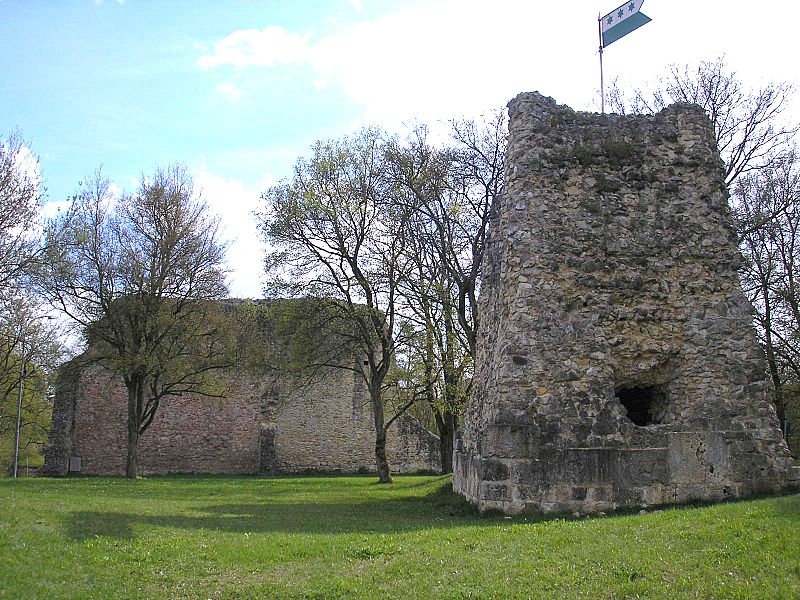
ギュッセンブルク城趾

### 中世
Herimar という人物名に由来する集落名ヘルマリンゲンは、1150年頃には Haermeringen と呼ばれていた。最初の文献記録は1216年になされており、当時はディリンゲン伯領に属していた。13世紀からは、近くのギュッセンブルク城を築いたギュッセン家が領主となった。帝国都市のウルム、ラウインゲン、ギンゲン・アン・デア・ブレンツが1448年6月にこの城を破壊し、同年にヴュルテンベルク伯ウルリヒが城を獲得した。

### 近世・近代
ヘルマリンゲンは、ハイデンハイム領とともに1504年にヴュルテンベルク公領となり、アムト・ハイデンハイムに編入された。1585年、1692年、1698年にそれぞれ大火に遭った。
ヴュルテンベルク王国建国後この町は、1806年から1808年までの短い間オーバーアムト・ギンゲンに属したが、早くも1808年にオーバーアムト・ハイデンハイムに移管された。1875年にブレンツ鉄道が延伸され、王立ヴュルテンベルク邦有鉄道の鉄道網に接続した。この鉄道は1876年にウルムまでの区間が完成した。ナチ時代のヴュルテンベルクの郡域再編により1938年にこの町はハイデンハイム郡に属すこととなった。1945年から1952年までヘルマリンゲンはアメリカ占領地域の一部となり、新設されたヴュルテンベルク＝バーデン州に属すこととなった。この州は1952年に現在のバーデン＝ヴュルテンベルク州に再編された。

## 住民

### 宗教
アルトヴュルテンベルクの多くがそうであるように、ヘルマリンゲンでも16世紀に宗教改革が行われた。それ以後この町では福音主義が根付いている。ヘルマリンゲンの教会組織は、ヴュルテンベルク福音主義州教会に属している。この町では少数のカトリック信者は、第二次世界大戦後に移住した難民や放逐された人々の関係者であり、ギンゲン・アン・デア・ブレンツにあるブレンツタール下流域の "Seelsorgeeinheit"（司牧会）の活動に参加している。この司牧会は、ロッテンブルク＝シュトゥットガルト司教区ハイデンハイム首席司祭区に属している。

### 人口推移
各時点における市域内の人口（この町を主たる居住地とする人口）を以下に示す。数値は推定値、人口調査結果 (1)、バーデン＝ヴュルテンベルク州統計局の公的研究結果に基づく。
| 時点            | 人口（人） |
| --------------- | ---------- |
| 1871年12月01日1 | 911        |
| 1880年12月01日1 | 921        |
| 1890年12月01日1 | 932        |
| 1900年12月01日1 | 971        |
| 1910年12月01日1 | 1,002      |
| 1925年06月16日1 | 1,080      |
| 1933年06月16日1 | 1,109      |
| 1939年05月17日1 | 1,146      |
| 1950年09月13日1 | 1,695      |
| 1961年06月06日1 | 1,940      |
| 1970年05月27日1 | 2,293      |

| 時点            | 人口（人） |
| --------------- | ---------- |
| 1980年12月31日  | 2,196      |
| 1987年05月25日1 | 2,115      |
| 1990年12月31日  | 2,234      |
| 1995年12月31日  | 2,345      |
| 2000年12月31日  | 2,243      |
| 2005年12月31日  | 2,297      |
| 2010年12月31日  | 2,313      |
| 2015年12月31日  | 2,162      |
| 2020年12月31日  | 2,238      |

## 行政

### 首長
ユルゲン・マイレンダー（無所属）は2002年から町長職にあり、2010年1月10日に 98.76 % の支持票を得て町長に再選された。
それ以前の町長は以下の通りである。
- オスカー・エンスリン
- フリッツ・ケック（1948年 - 1978年）
- クルト・ケラー（1978年 - 2002年）

### 議会
この町の町議会は12議席からなる。議会は、これら名誉職の町議会議員と議長を務める町長で構成されている。町長は町議会において投票権を有している。

### 紋章
図柄: 頂部は緑地で6本の突起がある銀色（白）の星が3つ横に並んでいる。主部は銀地（白地）で緑の土地に緑のシナノキ。
図柄: 1930年の町長役場の印章やその後の文書の印章（紋章のような盾型ではないが）には、描写的に描かれた広葉樹があり、この町ではシナノキであると解釈されている。この図柄はおそらく町の有名なシナノキを描いたのであろう。ヘルマリンゲン周辺に所領を有していたギュッセンベルクのギュス家の紋章から採られた6つの突起がある3つの星とともにシナノキが紋章に描かれている。
このヘルマリンゲンの紋章は、旗とともに、1953年3月9日に当時の規制当局の認可を得た。

### 姉妹自治体
- クラウスニッツ（ドイツ語版、英語版）（ドイツ、ザクセン州）1992年

## 経済と社会資本

### 交通
ヘルマリンゲンは、連邦道492号線（ヘルブレヒティンゲンに至る）沿いにある。この道路は連邦アウトバーン7号線とのアクセスを担っている。ヘルマリンゲンは、鉄道アーレン - ウルム線の沿線にあり、ハイデンハイム運賃連盟に加盟している。町内を通る2本の主要道路は、2人のヴュルテンベルク王フリードリヒ1世とカール1世にちなんで名付けられている。
バーデン＝ヴュルテンベルク自転車網のルートがランゲナウ経由でウルムまで、ギンゲン経由でハイデンハイムまでをつないでいる。
2本の広域自転車道がこの町を通っている。
- ヴュルテンベルク・テーラー自転車道は、クライルスハイムからヘルマリンゲンを経由してウルムまで、さらにゲッピンゲンを経由してシュヴェービッシュ・グミュントまでを結んでいる。
- アルプテーラー自転車道も州立自転車道としてこの町を通っている。この自転車道はレーマーシュタイン（ドイツ語版、英語版）とヘルマリンゲンとの間の周回コースである。

### 地元企業
ベルガー・シュタイク工業地区に以下の企業がある。
- ハウフ＝テクニーク GmbH & Co. KG（建築資材製造）[6]
- モロフ・ウント・バイエルル GmbH（工作機械製造・開発）[7]
- リゲル・バウ GmbH
- シュトローベル・ガルテン・ウント・ラントシャフツバウ GmbH（造園業）[8]
- クライバー GmbH（屋根・壁用資材製造）[9]

ゲルシュヴァイラー地区にはフェライニクテ・フィルツファブリーケン AG（織布業）がある。

### 教育機関
ヘルマリンゲンには基礎課程学校ルドルフ＝マーゲナウ＝シューレがある。上級の学校はギンゲンやハイデンハイムに通う。

## 文化と見どころ

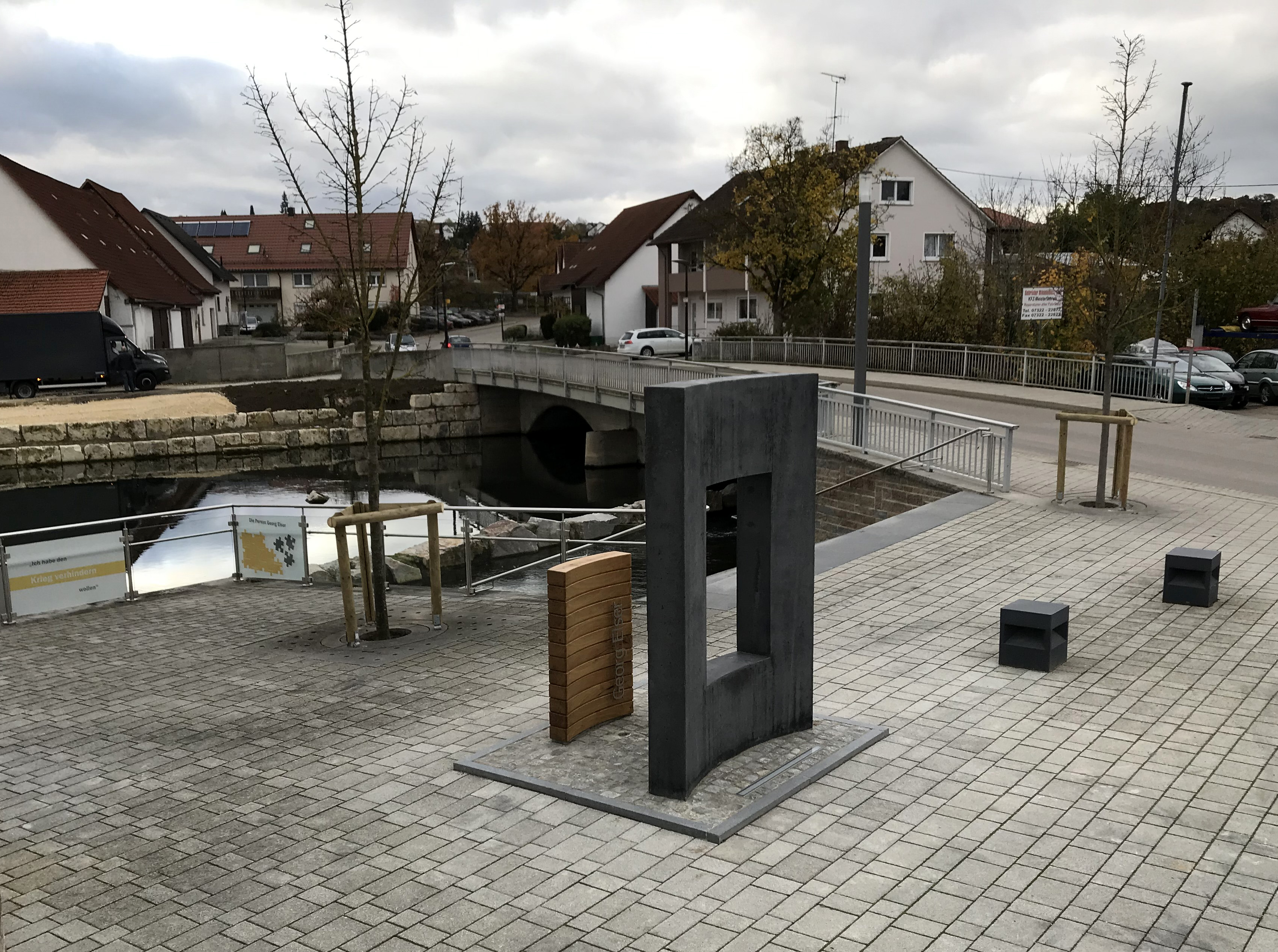
ゲオルク・エルザー記念碑

### 見どころ
ゲオルク・エルザーの生家に設置された「躓きの石」の他に、2019年11月4日にこの人物の記念碑が、連邦首相フランク＝ヴァルター・シュタインマイアー臨席の下、ラートハウスプラッツ（町役場広場）に建立された。
ギュッセンブルク城趾は、ブレンツタールの高台シュロスベルクにある。

## 人物

### 出身者
- ゲルト・フォン・バッセヴィッツ（ドイツ語版、英語版）（1878年 - 1923年）作家
- ゲオルク・エルザー（1903年 - 1945年）反ナチス運動家。アドルフ・ヒトラー暗殺未遂事件の首謀者。1984年から町の通りにその名がつけられている。

### ゆかりの人物
- ディーター・ブラウン（1943年 - ）オートレーサー。ヘルマリンゲンで育った。

## 関連図書
- Christoph Friedrich von Stälin, ed (1844). “Gemeinde Hermaringen”. Beschreibung des Oberamts Heidenheim. Die Württembergischen Oberamtsbeschreibungen 1824–1886. Band 19. Stuttgart / Tübingen: Cotta’sche Verlagsbuchhandlung. pp. 226–232